# Kingsbury (metropolitana di Londra)
Kingsbury è una stazione della linea Jubilee della metropolitana di Londra.

## Storia
Kingsbury fu aperta il 10 dicembre 1932 dalla Metropolitan Railway (MR, oggi la linea Metropolitan) come parte dell'estensione per Stanmore.
Il disegno dell'edificio della stazione è simile a quello di altre stazioni della Metropolitan Railway dello stesso periodo, diverso dallo stile in vetro e cemento armato utilizzato all'epoca dalle linee della London Electric Railway (come la linea Bakerloo o la Piccadilly). Così come per altre stazioni della MR nelle vicinanze (ad esempio Queensbury, Neasden, Harrow-on-the-Hill) il nome della stazione contiene un elemento fittizio; l'area intorno alla stazione appartiene in effetti alla zona di Kenton (Kingsbury Road all'epoca faceva parte dell'estremità orientale di Kenton Lane) mentre l'area denominata Kingsbury si trova più vicino alla stazione di Neasden.
Verso la metà degli anni trenta la linea Metropolitan soffriva di congestione, soprattutto nel tratto meridionale della linea, dove le diverse diramazioni condividevano il collo di bottiglia del tratto fra Baker Street e Finchley Road. Per combattere la congestione venne costruito un tunnel di profondità che collegava direttamente Finchley Road con le piattaforme della linea Bakerloo di Baker Street. Il 20 novembre 1939 tutta la diramazione verso Stanmore, inclusa Kingsbury, passò dalla Metropolitan alla Bakerloo line.
Il servizio della linea Bakerloo venne rilevato dalla linea Jubilee il 1º maggio 1979.

## Strutture e impianti
Kingsbury è compresa nella Travelcard Zone 4.

## Interscambi
Nelle vicinanze della stazione effettuano fermata alcune linee automobilistiche urbane, gestite da London Buses, nonché una linea della compagnia Uno che collega con Hatfield, nell'Hertfordshire.
- Fermata autobus

## Galleria d'immagini

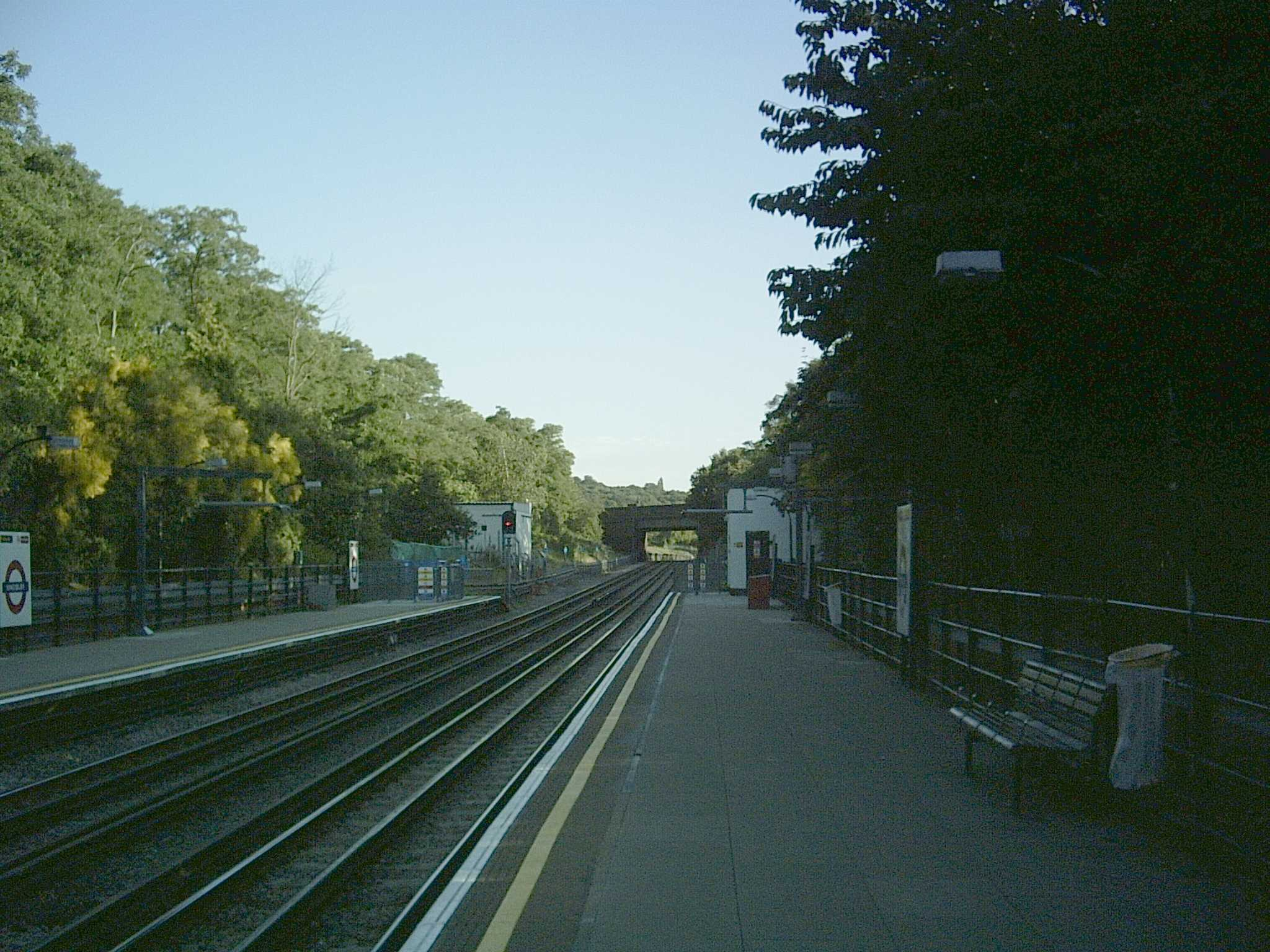
Piattaforma in direzione sud
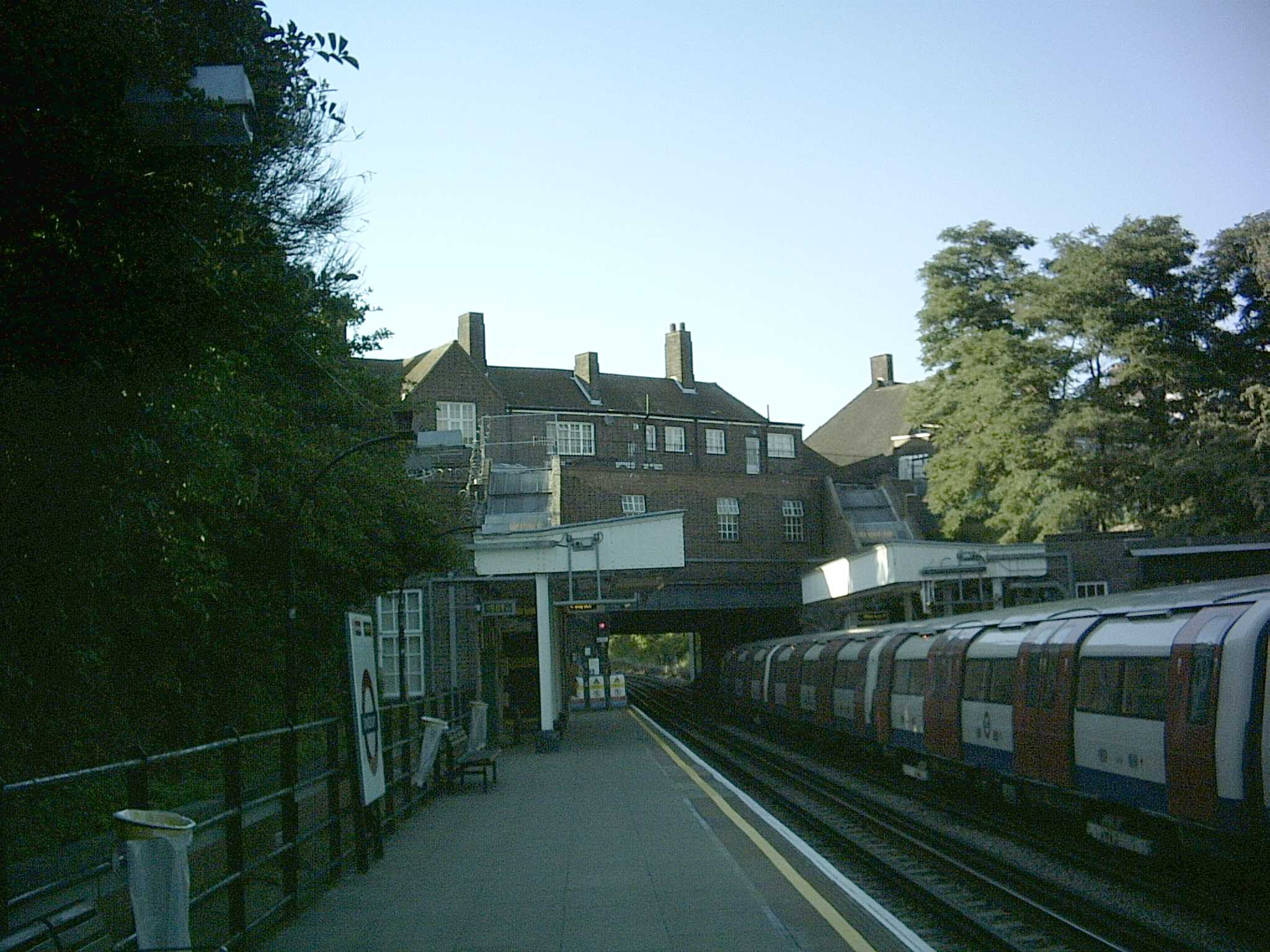
Piattaforma in direzione nord
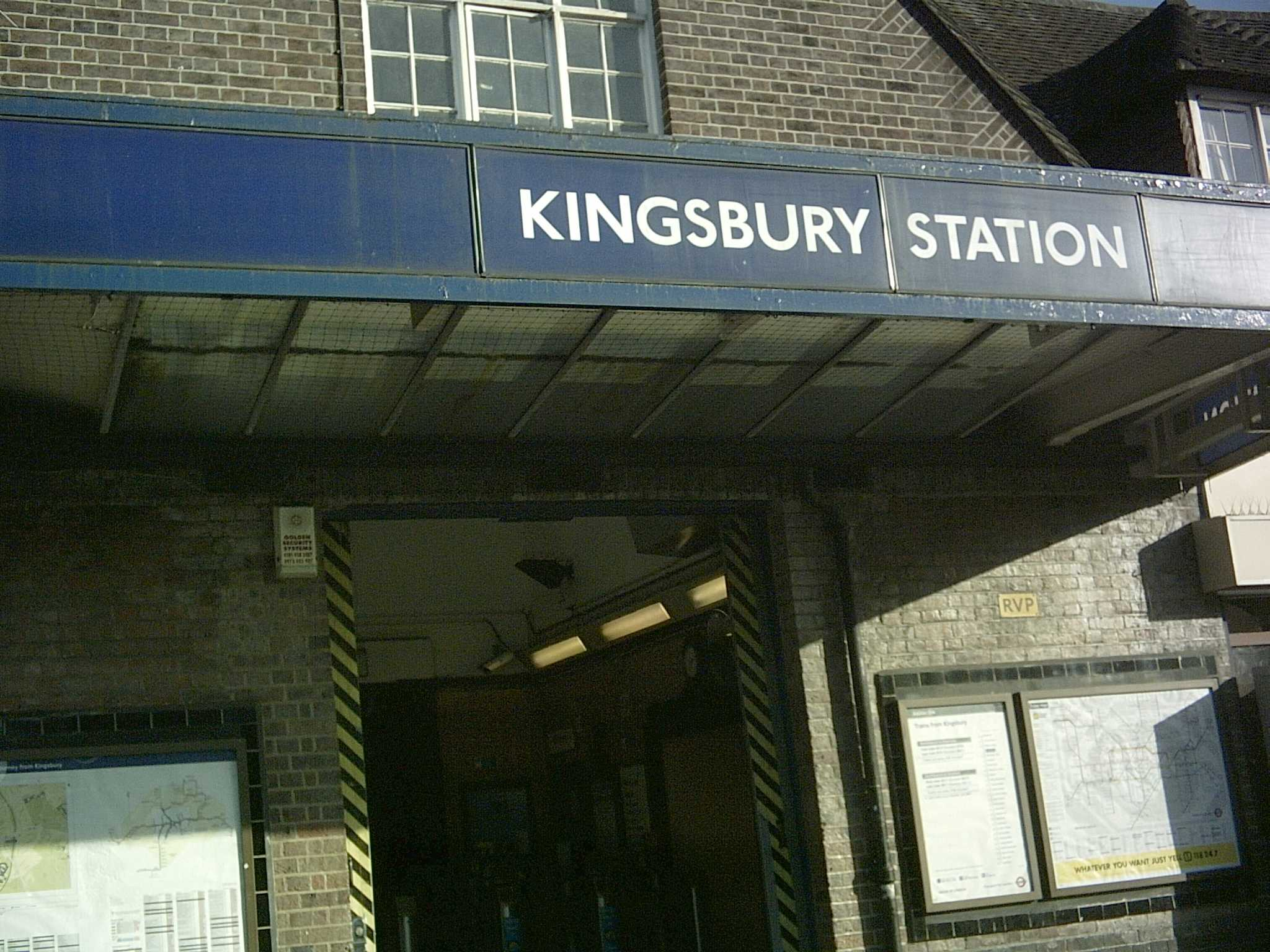
Dettaglio dell'ingresso della stazione